# Am Luhnberg
Am Luhnberg ist eine Ortslage im Norden der bergischen Großstadt Wuppertal.

## Lage und Beschreibung
Die Ortslage liegt auf einer Höhe von 237 m ü. NHN am Briller Bach nahe der Nevigeser Straße Straße im Norden des gleichnamigen Wohnquartiers Nevigeser Straße im Stadtbezirk Uellendahl-Katernberg. Eine heutige Straße Am Luhnberg führt von dort zu dem ursprünglichen Siedlungsplatz. Benachbarte Ortslagen sind An der Voßdelle, Hessen, Am neuen Hessen, Am Baum, In den Birken, Acker, Am Rohm, Holländische Heide und Kuckelsberg.

## Etymologie und Geschichte
Luhnberg ist eine Form von Alaunberg. Die Bezeichnung geht auf ein Vorkommen von Alaunstein zurück.
Die Ortslage ist aus einem Hof hervorgegangen, der bereits 1644 urkundlich erwähnt wurde. Der Hof ist als Alunsberg auf der Topographia Ducatus Montani des Erich Philipp Ploennies aus dem Jahre 1715 verzeichnet. 
1832 gehörte Am Luhnberg zur Katernberger Rotte des ländlichen Außenbezirks des Kirchspiels und der Stadt Elberfeld. Der laut der Statistik und Topographie des Regierungsbezirks Düsseldorf ebenfalls als Kotten kategorisierte Ort wurde als im Luhnberg bezeichnet und besaß zu dieser Zeit zwei Wohnhäuser und zwei landwirtschaftliche Gebäude. Zu dieser Zeit lebten 20 Einwohner im Ort, alle evangelischen Glaubens. Für 1815/16 wird keine Einwohnerzahl genannt.